# ボス・ベイビー
『ボス・ベイビー』（英: The Boss Baby）は、2017年に公開されたアメリカ合衆国の3Dコンピュータアニメーションコメディ映画である。マーラ・フレイジーが2010年に発表した絵本『あかちゃん社長がやってきた』を原作とし、監督はトム・マクグラス、主演はアレック・ボールドウィンが務めた。
2017年3月12日にマイアミ国際映画祭でプレミア上映され、3月31日にアメリカ合衆国で公開された。 1億2500万ドルの予算に対し、全世界で5億2800万ドルの興行収入を記録した。また、アカデミー賞、アニー賞、ゴールデングローブ賞で長編アニメ賞にノミネートされた。
Netflixのテレビシリーズ『ボス・ベイビー: ビジネスは赤ちゃんにおまかせ!』が2018年4月6日に初放送され、続編映画『ボス・ベイビー ファミリー・ミッション』が2021年7月2日に劇場およびPeacockにて公開された。

## あらすじ
ティモシー・レズリー・テンプルトン（ティム）は空想が大好きな7歳の少年で、ワンワン株式会社に勤める父親のテッドと母親のジャニスと幸せな毎日を過ごしていた。ある日、テンプルトン家の元に黒いスーツを着用し、サングラスをかけた赤ちゃんがやって来た。この日からテッドとジャニスは赤ちゃんを大事にし、ティムは嫉妬する日々が続いた。ティムは赤ちゃんの行動を不審に思い、部屋に忍び込むと、大人の声で商談をしていた。ティムは詰め寄り、その赤ちゃんは「ボス・ベイビー」と名乗った。ボス・ベイビーは、自分には任務があるとティムを脅した。
数日後、再びボス・ベイビーの元へ潜入すると、近所の赤ちゃんでボス・ベイビーの部下であるジンボ、ステイシー、三つ子とプレゼンをしていた。世間では赤ん坊に匹敵するほど子犬のブームが到来していた。さらに、ワンワン株式会社では新種の子犬を発売することが決まっており、ラスベガスでのイベントで発表しようとしている。ボス・ベイビーたちに課せられた任務とは、ワンワン株式会社が発売予定の新しい犬の種類を突き止め、それを妨害することだったのだ。一部始終を録音したテープをめぐるボス・ベイビーとの揉み合いで、両親から外出禁止を言い渡されたティム。ボス・ベイビーは幻想を見せながら事情を説明する。赤ちゃんボスは、スーパーミルクを飲むといつまでも赤ちゃんでいられる。現在はビッグ・ボス・ベイビーがリーダーで、ワンワン株式会社の企業秘密を持ってくるように言われ、成功すれば会社で出世すること、失敗するとリストラされ、ティムと永遠に暮らさなければならないことを説明する。この日からティムはボス・ベイビーと仲良くし、テッドとジャニスから外出禁止が解かれ、ワンワン株式会社の仕事参観に行くことになった。
秘密の部屋に入ることに成功したティムとボス・ベイビーは企業秘密を見つけたが、ユージーンという男に見つかってしまう。ユージーンはフランシス・フランシスという男の前に連れて行った。フランシス・フランシスの正体は、過去のビッグ・ボス・ベイビーだったのだ。しかし、スーパーミルクに対する乳糖不耐症のため、年をとり、その地位を現在のビッグ・ボス・ベイビーに奪われたという。フランシスはベイビー株式会社への復讐のためワンワン株式会社を設立して対抗し、子犬の成長を止め、いつまでもかわいいままにする新商品「フォーエバー・ワンコ」を作り、ロケットで打ち上げ世界中にばらまく、という野望を話した。そのためにはスーパーミルクが必要なため、フランシスとユージーンはボス・ベイビーからスーパーミルクを取り上げた。
テッドとジャニスはラスベガスでの「フォーエバー・ワンコ」のイベントに参加するため、フランシスとともに出発した。家ではティムとボス・ベイビーはユージンに子守として監視されていたが、彼を足止めして補助輪つきの自転車で空港へ向かった。空港についたティムとボス・ベイビーだったが、ボス・ベイビーが時折幼児化するようになってしまったため、飛行機の中に逃げられてしまった。そこで空港に大勢いたエルヴィス・プレスリーの物まねをする人たちとともに機内に乗り込み、機内では「機長の息子」の振りをしてラスベガスへ向かった。
ラス・ベガスのイベント会場でティムとボス・ベイビーを見つけたフランシスは、テッドとジャニスを箱に閉じ込めてしまった。ティムとボス・ベイビーは2人を救いに向かい、フランシスをスーパーミルクのプールの中に落とすことに成功した。テッドとジャニスを救い出し、フォーエバー・ワンコはロケットから開放した。フランシスは赤ちゃんに戻り、ユージーンに連れ去られていった。
任務をやりとげたボス・ベイビーは、テンプルトン家から去ることになった。複雑な気持ちになったティムは、ボス・ベイビーへ初めて手紙を書いた。ボス・ベイビーベイビー株式会社に戻りヒーロー扱いを受けるものの、どこか寂しさを感じていた。その時ティムからの手紙を読むと、ティムの弟へ転職する誘いが書かれており、大量のおもちゃが一緒に入っていた。それを見たボス・ベイビーは、スーツを脱ぎ捨てると一目散にベルトコンベアへ飛び乗り、ファミリーゲートをくぐった。後日、テンプルトン家にセオドア・リンジー・テンプルトンがやって来て、正式にティムの弟となった。大人になったティムは、リンジーの隣で自分の娘にこの話を聞かせていた。ティムには次女が生まれたのだ。長女は、妹となる赤ちゃんをみると、スーツをきてウインクをしたように見えた。

## 登場人物 / キャスト
出典は劇場公開用パンフレット（2018年）。
セオドア・リンジー・テンプルトン／ボス・ベイビー（Theodore Lindsey Templeton / The Boss Baby）
声 - アレック・ボールドウィン（英）、ムロツヨシ（日／劇場公開版）、チョー（日／機内上映版）
ベイビー株式会社で働く赤ちゃん。黒いスーツにネクタイを締め、ブリーフケースを持ち歩いている。任務のためにテンプルトン家に派遣され、ティムの弟として迎え入れられる。
ティモシー・レズリー・テンプルトン／ティム（Timothy Leslie Templeton / Tim）
声 - マイルズ・バクシ（英）、芳根京子（日／劇場公開版）、杉村透海（日／機内上映版）
想像力が豊かな7歳の男の子。父親のテッドと母親のジャニスの3人家族で、幸せな生活を送っていたが、ボス・ベイビーが現れ、全てが変わってしまう。
テッド・テンプルトン（Ted Templeton）
声 - ジミー・キンメル（英）、石田明（日／劇場公開版）、大西健晴（日／機内上映版）
ジャニスの夫であり、ティムの父親。ワンワン株式会社に勤めている。
ジャニス・テンプルトン（Janice Templeton）
声 - リサ・クドロー（英）、乙葉（日／劇場公開版）、佐々木優子（日／機内上映版）
テッドの妻であり、ティムの母親。ワンワン株式会社に勤めている。
フランシス・フランシス（Francis E. Francis）
声 - スティーヴ・ブシェミ（英）、山寺宏一（日／劇場公開版）、多田野曜平（日／機内上映版）
元ビッグ・ボス・ベイビーであり、現在はワンワン株式会社の社長。ベイビー株式会社への復讐のため、「フォーエバー・ワンコ」を作ることを企てている。
ユージーン・フランシス（Eugene Francis）
声 - コンラッド・ヴァーノン（英）、立木文彦（日／劇場公開版）、後藤光祐（日／機内上映版）
フランシス・フランシスの弟で、手先として扱われている。
ウィジー（Wizzie）
声 - ジェームズ・マクグラス（英）、銀河万丈（日／劇場公開版）、山岸治雄（日／機内上映版）
ティムの部屋にある、ガンダルフがあしらわれた目覚まし時計。機内上映版では、魔法使ジイという名前で呼ばれている。
ジンボ（Jimbo）
声 - デヴィッド・ソーレン（英）、こばたけまさふみ（日／劇場公開版）、かぬか光明（日／機内上映版）
クッキーとボス・ベイビーを誰よりも愛する、大柄の赤ちゃん。
三つ子（Triplets）
声 - エリック・ベル・Jr（英）、加藤央睦（日／劇場公開版）、岩田龍門（日／機内上映版）
一卵性の三つ子。イエスマンであり、ボス・ベイビーの言うことになんでも合意する。
ステイシー（Staci）
声 - ヴィヴィアン・イー（英）、新津ちせ（日／劇場公開版）、遠藤璃菜（日／機内上映版）
人付き合いの良い女の子。会議では、議事録を担当している。
タビサ・テンプルトン（Tabitha Templeton）
声 - ニーナ・ゾーイ・バクシ（英）、鎌田英怜奈（日／劇場公開版）、佐藤美由希（日／機内上映版）
ティムの長女。
ビッグ・ボス・ベイビー（Big Boss Baby）
声 - エディ・マーマン（英）、神代知衣（日／劇場公開版）、斉藤貴美子（日／機内上映版）
テディ（Teddy）
声 - ジェームズ・ライアン（英）、釘宮理恵（日／劇場公開版）、松川央樹（日／機内上映版）
料理番組のシェフ（TV Chef）
声 - トム・マクグラス（英）、竹森千人（日／劇場公開版）
ロス機長（Captain Ross）
声 - クリス・ミラー（英）、森川智之（日／劇場公開版）
ロボット（Robot）
声 - 斎藤寛仁（日／劇場公開版）
ステイシーの母親（Staci's mother）
声 - 中原麻衣（日／劇場公開版）
三つ子の母親（Triplets's mother）
声 - 清水理沙（日／劇場公開版）
三つ子の父親（Triplets's father）
声 - 柳田淳一（日／劇場公開版）
ステイシーの車（Staci's car）
声 - 中上育実（日／劇場公開版）
女児部下（Female subordinate）
声 - 川井田夏海（日／劇場公開版）
三輪車の音声（Sound of a tricycle）
声 - 依田菜津（日／機内上映版）
エレベーターの女性（Woman in elevator）
声 - 松本沙羅（日／機内上映版）
社内放送（company announcement）
声 - 小堀幸（日／機内上映版）
ボール投げの男の子（Ball throwing boy）
声 - 佐藤はな（日／機内上映版）
警備員（guard）
声 - 辻井健吾（日／機内上映版）
空港アナウンス（Airport Announcement）
声 - 丸山有香（日／機内上映版）
空港警備員（Airport guard）
声 - 水越健（日／機内上映版）
ロケットのカウントダウン（Rocket Countdown）
声 - 藤田曜子（日／機内上映版）
NBCユニバーサル・エンターテイメントジャパンから2018年8月8日発売のDVDとBDには、劇場公開版と機内上映版の2バージョンの吹替が収録されている。このため、ドリームワークス・アニメーション作品において日本語吹き替えの制作を20世紀フォックスが収録したのは本作が最後、東宝東和制作版は本作が初となる。なお、2019年2月にWOWOWプライムおよびスターチャンネル3において放送したときは、テレビで初めて見せた吹き替えに劇場公開版ではなく機内上映版を用いており、『ザ・シンプソンズ MOVIE』以来の措置だった。その後、2021年12月17日に日本テレビ『金曜ロードショー』において放送したときは、テレビで初めて見せた吹き替えに劇場公開版を用いた。

## スタッフ
- 監督: トム・マクグラス
- 製作: ラムジー・アン・ナイトー、p.g.a.
- 脚本: マイケル・マッカラーズ（英語版）
- 原作: マーラ・フレイジー（英語版）『あかちゃん社長がやってきた』
- 音楽: ハンス・ジマー、スティーヴ・マッツァーロ
- 編集: ジェームズ・ライアン
- ストーリー: エンニオ・トレサン・ジュニア
- プロダクション・デザイナー: デイヴィッド・ジェームズ
- シニア視覚効果スーパーバイザー: ケン・ビーレンバーグ
- 視覚効果スーパーバイザー: ヴァニサ・ランガラジュ=ラマナン、フィリップ・グラックマン、マヘシュ・ラマスブラマニアン
- デジタル・スーパーバイザー: ビマル・スブラマニアン
- キャラクター・アニメーション: カルロス・F・プエルトラス
- プリビジュアライゼーション・ディレクター: ケント・セキ
- 翻訳: 中村久世[注釈 1]（劇場公開版）、山門珠美（機内上映版）
- 演出: 宇出喜美（劇場公開版）、前田茜（機内上映版）
- 日本語版制作: 株式会社ニュージャパンフィルム、東宝東和（劇場公開版）、株式会社東北新社、20世紀フォックス（機内上映版）

## 音楽
本作の音楽は、『マダガスカル』3部作（2005年 - 2012年）や『メガマインド』（2010年）でマクグラスとコラボレーションしていたハンス・ジマーが、スティーブ・マザロ、ジェイコブ・コリアー、その他さまざまなアーティストとともに担当した。Back Lot MusicとiTunesで発売された。ビートルズの「ブラックバード」は、映画中の様々な場面でプロットの一部として使用されている。エンドクレジットによると、ミッシ・ヘイルがバート・バカラックの曲「世界は愛を求めている」のカバーを録音している。また、本作の予告編には、フロー・ライダーの「My House」が使用されている。

### サウンドトラック
| #         | タイトル                                   | 作詞                                   | 作曲                                   | アーティスト       | 時間 |
| --------- | ------------------------------------------ | -------------------------------------- | -------------------------------------- | ------------------ | ---- |
| 1.        | 「ティムの空想」                           |                                        | ハンス・ジマ―、スティーヴ・マッツァ―ロ |                    | 2:24 |
| 2.        | 「弟がやってきた朝」                       |                                        | ハンス・ジマ―、スティーヴ・マッツァ―ロ |                    | 3:58 |
| 3.        | 「ベイビー株式会社」                       |                                        | ハンス・ジマ―、スティーヴ・マッツァ―ロ |                    | 3:12 |
| 4.        | 「逃げられると思うなよ」                   |                                        | ハンス・ジマ―、スティーヴ・マッツァ―ロ |                    | 2:11 |
| 5.        | 「秘密を暴け」                             |                                        | ハンス・ジマ―、スティーヴ・マッツァ―ロ |                    | 3:18 |
| 6.        | 「スーパー・大物・ビッグ・ボス・ベイビー」 |                                        | ハンス・ジマ―、スティーヴ・マッツァ―ロ |                    | 1:11 |
| 7.        | 「子守が恐れること」                       |                                        | ハンス・ジマ―、スティーヴ・マッツァ―ロ |                    | 2:11 |
| 8.        | 「あばよ、トイレ頭」                       |                                        | ハンス・ジマ―、スティーヴ・マッツァ―ロ |                    | 4:02 |
| 9.        | 「なぜ生まれたんだよ」                     |                                        | ハンス・ジマ―、スティーヴ・マッツァ―ロ |                    | 2:53 |
| 10.       | 「ワンワン社」                             |                                        | ハンス・ジマ―、スティーヴ・マッツァ―ロ |                    | 3:27 |
| 11.       | 「僕たち勝ったよ!」                        |                                        | ハンス・ジマ―、スティーヴ・マッツァ―ロ |                    | 3:20 |
| 12.       | 「最後のセリフは、うりゃあ」               |                                        | ハンス・ジマ―、スティーヴ・マッツァ―ロ |                    | 2:01 |
| 13.       | 「フランシス・フランシス」                 |                                        | ハンス・ジマ―、スティーヴ・マッツァ―ロ |                    | 4:19 |
| 14.       | 「お前はクビだ!」                          |                                        | ハンス・ジマ―、スティーヴ・マッツァ―ロ |                    | 4:28 |
| 15.       | 「発射1分前」                              |                                        | ハンス・ジマ―、スティーヴ・マッツァ―ロ |                    | 1:44 |
| 16.       | 「兄弟愛」                                 |                                        | ハンス・ジマ―、スティーヴ・マッツァ―ロ |                    | 5:17 |
| 17.       | 「戻ってきてくれた」                       |                                        | ハンス・ジマ―、スティーヴ・マッツァ―ロ |                    | 2:19 |
| 18.       | 「世界は愛を求めている」                   | バート・バカラック 、 ハル・デヴィッド | バート・バカラック、ハル・デヴィッド   | ミッシ・ヘイル     | 4:15 |
| 19.       | 「頬よせて」                               | アーヴィング・バーリン                 | アーヴィング・バーリン                 | フレッド・アステア | 5:01 |
| 20.       | 「バック・イン・ラヴ・アゲイン」           | レン・ロン・ハンクス、 ゼイン・グレイ  | レン・ロン・ハンクス、ゼイン・グレイ   | L.T.D.             | 4:40 |
| 合計時間: | 合計時間:                                  | 合計時間:                              | 合計時間:                              | 66:11              |      |

## 製作
原作本を読んだ監督のトム・マクグラスには兄がいて「一家のボス的存在」と感じており、内容に親近感を覚えたという。そのテーマに沿って、「デン・オブ・ギーク」のインタビューで「この映画の個人的な目標は、弟と一緒にこの映画を観て、弟にどう影響したかを見ることだ」と述べ、その結果、マクグラスの弟は完成した映画に感動して涙を流した。
1960年代に流行したデザイン手法や、1950年代と1960年代のアニメーション映画からヒントを得て、ルックアップを行った。これは、最近のアニメがリアルさを追求しすぎているというマクグラスの考えによるものだった。新入社員には、『わんわん物語』のオープニングシーンを見せ、「大事なところに目が行くような映画でなければならない」と指導していた。
2014年6月12日、ドリームワークス・アニメーションはトム・マクグラス監督の新作を2016年3月18日に全米公開する予定であると発表した。9月30日にはアレック・ボールドウィンとケヴィン・スペイシーが出演し、2016年6月にはスペイシーに代わってスティーヴ・ブシェミが出演するなど、さらなるキャスティングが発表された。
ドリームワークス・アニメーションのプロデューサー、ジーナ・シェイの息子で、1972年のアメリカの大人向けコメディアニメ『フリッツ・ザ・キャット』の映画監督ラルフ・バクシの孫にあたるマイルズ・バクシが、ティムの声を担当した。ドリームワークスによく出入りしていた監督のマクグラスは当初、仮音声の提供をマイルズに依頼しただけだった。プロデューサーは、30-40人の子どもたちの声を聞いて選んだ。マクグラスはマイルズについて「オーディションに参加した他の子役は誰一人としてマイルズのようなティムらしい声を出せなかった。子役たちの演技は確かに素晴らしいものだった。しかし、あの子たちの演技は年齢の割に発音がはっきりしすぎていた。マイルズだけがナチュラルかつチャーミングな声だった。彼の発音はやや不明瞭だが、それでいて可愛らしい声なんだ。」と語っている。3年後、マイルズは役が決まったと聞かされた。マイルズが声の録音を始めたのは10歳のとき。長い作業の間に声変わりが始まり、「最後にはかなり厳しくなった。しかし、完璧な声が出せたときは最高だった」と、映画公開時14歳だったマイルズは答えた。

## 封切り

### 劇場公開

#### 海外
当初、2016年3月18日に公開が予定されていたが、2017年1月13日に延期された。3月18日には代わりに『カンフー・パンダ3』が公開された。その後、さらに延期されて『スーパーヒーロー・パンツマン』を公開するはずだった2017年3月10日に公開すると発表した。3度目の公開延期を経て、最終的に2017年3月12日にマイアミ映画祭でプレミア上映され、3月31日に20世紀フォックスより全米で公開された。その後、2018年3月21日にドリームワークス・アニメーションの姉妹会社であるユニバーサル・ピクチャーズが日本で公開し、短編アニメーション『鳥のカルマ』（ドリームワークス）と同時上映している。

#### 日本
日本では同じ2018年の春休み興行において全国323館335スクリーンで封切られると、同時期公開の他の作品をはねのけ、最初の週末2日間の観客動員ランキングで1位を獲得。興行収入を見ると公開初日から1週目（3月21日 - 27日）に10億円を突破したのを皮切りに、同2週間（3月21日 - 4月3日）で20億円を上回る。封切り3回目の週末を控えた4月9日に観客動員226万6308人、興行収入26億81万6300円となり（興収25億円と観客動員200万人超を達成するのに要したのは19日間）、それまで日本で公開したドリームワークス・アニメーション作品の歴代1位『シュレック2』（同24.4億円）を抜くと、日本における同社の記録を塗り替えた。

### ホームメディア
2017年7月4日にデジタルHDを発売し、7月25日にDVD版、ブルーレイ版、同3D版、Ultra HD Blu-ray版を20世紀スタジオ ホーム エンターテイメントより出版した。配信版を除き、DVD版ほかフィジカル版には、短編映画『時空を超えた宝探しの冒険』が収録されている。

## 評価

### 興行成績

#### 海外
アメリカとカナダで1億7500万ドル、その他の地域で3億5300万ドル、全世界で5億2800万ドルの興行収入を記録した。
2017年3月31日に『ゴースト・イン・ザ・シェル』『ユダヤ人を救った動物園 〜アントニーナが愛した命〜』と同じ週に公開され、初日興行収入は1550万ドル（うち木曜夜の試写で150万ドル）だった。結果、3773館で4900万ドルの興行収入を記録し、週末興行収入ランキング初登場1位となった。2週目の週末の収益は47％減の2630万ドル、続く3週目の週末はさらに1590万ドルを記録した。2017年11月2日にアメリカとカナダの劇場公開を終了した。

#### 日本
ドリームワークス・アニメーション作品では、『シュレック』『マダガスカル』シリーズはアメリカと同様に日本でも好調な成績を見せていたが、それ以外の作品の成績が伸びず、日本での劇場公開がなくなっていった。そんな中2016年に、『ミニオンズ』などで大ヒットを記録しているユニバーサル・ピクチャーズ社の傘下となると、新体制初の作品として本作が公開された。その結果、日本で興行収入34.4億円という大ヒットとなった。
映画評論家である細野真宏は、これには2つの要因があると考えていた。1つ目は吹替版のキャストで、これが興行収入に影響する事例はそれほど多くはないが、まれに「旬なタイミング」と「役柄」が一致するときにパワーを発揮することがあるという。本作公開の際には、『銀魂』や『斉木楠雄のΨ難』などの福田雄一監督作品を中心に、ムロツヨシが「面白い存在」として大きく脚光を浴びていたタイミングだった。そのムロが「面白そうな赤ちゃん役」を演じるということで興味を掻き立てるものがあったのだ。2つ目は、ユニバーサルの傘下となったことで、大ヒットコンテンツ『ミニオンズ』との相乗効果が得やすくなったことがある。本作のトーンは「イルミネーション作品」と非常に似ている部分があり、かつてピクサー・アニメーション・スタジオがディズニー傘下になった際に、垣根がなくなっていき「ディズニー・ピクサー」という融合が起こったように、『ボス・ベイビー』シリーズから「イルミネーション・ドリームワークス」という新たな融合が起こるような様相を見せているのだ。

### 映画批評家によるレビュー
レビュー収集サイト「Rotten Tomatoes」（ロッテントマト）では、180件のレビューのうち53％が好意的で、平均評価は10点満点の5.50となった。このサイトでは、「『ボス・ベイビー』には才能あるキャスト、垣間見えるウィット、斬新な視覚効果がある。しかし、それらを以てしてもなお、薄っぺらな設定としょうもない上に下品なジョークを積極的に言わせている点の埋め合わせはできていない」と書かれている。加重平均を採用しているMetacritic（メタクリティック）では、32人の批評家の評価に基づいて100点満点中50点を与え、「好き嫌い半々または平均的な評価」を示している。CinemaScoreによる観客の投票では、A+からFのスケールで平均「Aマイナス」の評価を得た。『ニューヨーク・タイムズ』のニール・ガンスリンガーは、ボールドウィンと大人のユーモアを「幼児期の無力さと企業用語の対比が面白いのだが、子供向け映画としてはかなりハイコンセプトだ。筋書きが進むにつれて密度が濃くなり、世界中の愛を追い詰める子犬の陰謀を阻止するために赤ちゃんとティムが不本意ながら力を合わせることになる」と賞賛している。
篠儀直子は、チャック・ジョーンズ時代のワーナー・ブラザース・アニメーションに見られる「ワイルドな過激さ」を継承してると評し、フリーライターの平田裕介は、吹替版でのボス・ベイビー役を担当したムロツヨシが好演だと述べる。

### 受賞歴
| 賞                                                 | 受賞日         | カテゴリー                             | 受賞者                                                                           | 結果       | 脚注          |
| -------------------------------------------------- | -------------- | -------------------------------------- | -------------------------------------------------------------------------------- | ---------- | ------------- |
| アカデミー賞                                       | 2018年3月4日   | 長編アニメ映画賞                       | トム・マクグラス、ラムジー・アン・ナイトー                                       | ノミネート | [ 50 ]        |
| アニー賞                                           | 2018年2月3日   | 長編作品賞                             | ラムジー・アン・ナイトー                                                         | ノミネート | [ 51 ]        |
| アニー賞                                           | 2018年2月3日   | 長編作品キャラクター・アニメーション賞 | ブライス・マクガバン                                                             | ノミネート | [ 51 ]        |
| アニー賞                                           | 2018年2月3日   | 長編作品キャラクター・アニメーション賞 | ラーニー・ナーマニー                                                             | ノミネート | [ 51 ]        |
| アニー賞                                           | 2018年2月3日   | 長編作品キャラクター・デザイン賞       | ジョー・モシエル                                                                 | ノミネート | [ 51 ]        |
| アニー賞                                           | 2018年2月3日   | 長編作品監督賞                         | トム・マクグラス                                                                 | ノミネート | [ 51 ]        |
| アニー賞                                           | 2018年2月3日   | 長編作品絵コンテ賞                     | グレン・ハーモン                                                                 | ノミネート | [ 51 ]        |
| ゴールデングローブ賞                               | 2018年1月7日   | アニメ映画賞                           | トム・マクグラス                                                                 | ノミネート | [ 52 ]        |
| ハリウッド・ミュージック・イン・メディア・アワード | 2017年11月16日 | アニメ作曲賞                           | ハンス・ジマー、スティーブ・マッツァーロ                                         | ノミネート | [ 53 ]        |
| オンライン映画批評家協会                           | 2017年12月28日 | 声優賞                                 | アレック・ボールドウィン                                                         | ノミネート |               |
| 全米製作者組合                                     | 2018年1月20日  | アニメプロデューサー賞                 | ラムジー・アン・ナイトー                                                         | ノミネート | [ 54 ]        |
| サンディエゴ映画批評家協会                         | 2017年12月11日 | アニメ映画賞                           | ボス・ベイビー                                                                   | ノミネート | [ 55 ]        |
| サテライト賞                                       | 2018年2月10日  | アニメーション・ミックスメディア映画賞 | ボス・ベイビー                                                                   | ノミネート | [ 56 ]        |
| サターン賞                                         | 2018年6月      | アニメ映画賞                           | ボス・ベイビー                                                                   | ノミネート | [ 57 ] [ 58 ] |
| 視覚効果協会                                       | 2018年2月13日  | アニメキャラクター賞                   | アレック・ボールドウィン、カルロス・プエルトラス、ラニ・ナーマニ、ジョー・モシエ | ノミネート | [ 59 ]        |
| 視覚効果協会                                       | 2018年2月13日  | アニメエフェクト・シミュレーション賞   | ミトゥル・パテル、ガウラヴ・マテュス、ヴェンカテッシュ・コンガティ               | ノミネート | [ 59 ]        |

## シリーズ

### 続編
2017年5月25日、ユニバーサル・ピクチャーズは続編を作ると発表し、具体案の公表は2019年5月17日を待った。トム・マクグラスが監督として復帰し、『ビルビー』『鳥のカルマ』『マルーン』を製作したジェフ・ハーマンが続編をプロデュースすると発表された。制作ドリームワークス・アニメーション、キャストにアレック・ボールドウィンが再登場し、2021年7月2日に公開するといい、また、ハンス・ジマーとスティーブ・マッツァーロが再び本作の音楽を担当することが決定した。

### テレビシリーズ
2017年12月12日、Netflixとドリームワークス・アニメーションの両社は、本作を原作とするテレビシリーズの配信を発表した。2018年に公開された。

## コラボレーション
日本での公開に先立って『うんこ漢字ドリル』とのコラボレーションが行われ、動画が公開された。動画はうんこ先生が『ボス・ベイビー』の映像を使って漢字を教えるという学習型予告編で、「任務編」「協力編」「子犬編」の3バージョンがある。うんこ先生の声を担当したのは諏訪部順一。

## テレビ放送
| 回数 | 放送局     | 放送枠           | 放送形態       | 放送日         | 放送時間      | 放送分数 | 平均世帯視聴率 | 備考                                                                            |
| ---- | ---------- | ---------------- | -------------- | -------------- | ------------- | -------- | -------------- | ------------------------------------------------------------------------------- |
| 1    | 日本テレビ | 金曜ロードショー | 本編ノーカット | 2021年12月17日 | 21:00 - 22:54 | 116分    | 6.7%           | 続編となる『ボス・ベイビー ファミリー・ミッション』の公開を記念して放送された。 |

## スピンオフ

### 書籍
- 大畑隆子『ボス・ベイビー』うさぎ出版（編）、永岡書店（発売）〈ドリームワークスコレクション〉。ISBN 9784522481011, 4522481012、OCLC 1035562078。サイズは15センチ四方。
- 佐藤唯『ボス・ベイビー : ビジネスは赤ちゃんにおまかせ!』小学館、2018年。ISBN 9784092312692, 4092312695、OCLC 1080242486。
- 日笠由紀『ボス・ベイビー』小学館〈小学館ジュニア文庫ヒ-1-4〉、2018年。ISBN 9784092312128, 4092312121、OCLC 1029040170。
- 『ボス・ベイビーさがして!みつけて! : 500以上のアイテムをさがせ!』小学館、2018年。全24頁。ISBN 9784097267683, 409726768X、OCLC 1029559490。